# Université de Rouen-Normandie
Université de Rouen-Normandie — французький національний університет, розташований у Руан, Нормандія.
На додаток до своїх закладів у Руані та його околицях, він має кілька університетів в Евре та Ельбеф. Тут навчається близько 28 000 студентів. Це престижний університет, серед викладачів якого є професор Наталі Депра, одна з найвідоміших французьких феноменологів і філософів.
Згідно з U.S. News & World Report, Університет Руана в Нормандії посів 835 місце (у порівнянні з Університетом Асьют в Єгипті та Університетом Антіокії в Колумбії) у списку найкращих університетів світу (опубліковано 24 жовтня 2017 року) з 1250 університети, які оцінюються. Університет Руана в Нормандії також порівнювали з 66 іншими французькими університетами та зайняли 45 місце. Ці рейтинги базуються на репутації університету, а також на обсязі та якості досліджень, проведених у кожному місці.  

## Відомі випускники
- Бруно Мантовані, французький універсальний музикант: композитор